# Ladislav Kriegler
Škpt. Ladislav Kriegler (15. dubna 1916 Jaroměř – 30. června 1944 Perugia) byl československý důstojník, příslušník československé armády v zahraničí a oběť druhé světové války.

## Život

### Před druhou světovou válkou
Ladislav Kriegler se narodil 15. dubna 1916 v Jaroměři. Ve stejném městě vystudoval mezi lety 1926 a 1934 reálné gymnázium. V červnu 1934 nastoupil prezenční vojenskou službu a v armádní službě již zůstal. V roce 1935 absolvoval školu důstojníků dělostřelectva v záloze v Táboře, poté do roku 1937 studoval na Vojenské akademii v Hranicích, následně sloužil jako velitel dělostřelecké baterie v Josefově. Byl činovníkem jaroměřského Junáka. Dosáhl hodnosti poručíka.

### Druhá světová válka
Po německé okupaci a rozpuštění československé armády nastoupil Ladislav Kriegler k 1. červnu 1939 na místo úředníka katastrálního úřadu ve Dvoře Králové nad Labem. V září téhož roku se neúspěšně pokusil opustit Protektorát Čechy a Morava, což se mu podařilo až napodruhé v prosinci. Přes Slovensko, Maďarsko, Jugoslávii, Turecko a Bejrút se dostal do Francie, kde byl 5. února 1940 prezentován u vznikající československé jednotky v Agde a zařazen jako důstojník k dělostřelectvu. Po kapitulaci Francie odplul v červnu téhož roku do Velké Británie. Zde byl opět zařazen k dělostřelectvu, kde absolvoval další výcvik a školu pro velitele baterií. Společně s Vilémem Procházkou a Leopoldem Havlíkem absolvoval v roce 1941 stáž u britského 8. měřičského pluku královského dělostřelectva, na jehož žádost byla všem třem prezidentem Edvardem Benešem dne 19. října 1942 povolena služba v britské armádě. V sestavě 8. měřičského pluku se Ladislav Kriegler vylodil v únoru 1943 v Oranu a zúčastnil se bojů v severní Africe. Po vylodění v Itálii se mj. zúčastnil bitvy o Monte Cassino. Po vstupu do Perugie dne 24. června 1944 vybuchla v jeho blízkosti německá puma, těžkým zraněním dne 30. června v nemocnici podlehl. Pohřben byl nejprve 1. července v Perugii, po válce byly jeho ostatky britskou armádou vyzvednuty a přeneseny na britský vojenský hřbitov v Assisi.

## Ocenění

### Vyznamenání
- Africká hvězda
- Italská hvězda

### Posmrtná ocenění
- Ladislavu Krieglerovi byl v roce 1945 udělen in memoriam Československý válečný kříž 1939
- Ladislav Kriegler byl v roce 1946 in memoriam povýšen do hodnosti štábního kapitána